# Gamma Geminorum
Désignations
Gamma Geminorum (γ Geminorum / γ Gem) est la troisième étoile la plus brillante de la constellation des Gémeaux. Son nom le plus fréquent est Alhéna. Sa magnitude apparente est de +1,93 et elle est située à environ 109 années-lumière de la Terre. Il s'agit d'une étoile binaire composée d'une étoile sous-géante blanche et, probablement, d'une naine jaune.

## Nomenclature
γ Geminorum, latinisé Gamma Geminorum, est la désignation de Bayer de l'étoile. Elle porte également la désignation de Flamsteed de 24 Geminorum.
Alhena dans sa forme internationale, ou Alhéna en français, est le nom propre de l'étoile aujourd'hui retenu par l'Union astronomique internationale (UAI). Ce nom fut introduit par Giuseppe Piazzi en 1814, à partir de la transcription AlHen’a, donnée par Thomas Hyde en 1665 dans sa traduction du سلطانی Zīğ-i Sulṭānī ou « Tables sultaniennes » d’Uluġ Bēg de 1437. Il s’agit de l'arabe الهنعة al-Hanᶜa, « la Marque [au fer rouge faite sur le cou du chameau] », qui est le nom de la VIe des Manāzil al-qamar ou « stations lunaires », constituée par le couple γ et ξ Gem. 
Cette étoile porte d'autres noms empruntés à l'arabe. Le premier est Almeisan, qui vient de الميسان al-Maysān, terme qui se rapporte au départ à une personne « qui marche avec fierté et élégance, c’est-à-dire en se balançant », et qui, avant de s’appliquer à toute étoile qui brille d’un vif éclat, est « la Brillante » du couple γ et ξ Gem, soit γ Gem, comme le note Thomas Hyde (1665) à partir d’al-Fīrūzabādī, ce qui est repris par Richard Allen en 1899,. 
Un autre nom, plus rare, est Nir al-Henat. Il vient de l’arabe نيّر الهنعة  Nayyir al-Hanᶜa, littéralement « la Brillante d'Alhena », que l’on rencontre dans les catalogues tardifs. C’est grâce à la transcription effectuée par Edward Ball Knobel en 1895, soit précisément Nir al-Henat, à partir du catalogue de l’astronome égyptien Al Achsasi Al Mouakket (ar)  al-Aḫsāsī al-Muwaqqit (XVIIe siècle), Durrāt al-muḍiyya fī ’l-ᶜamal al-šamsiyya ou « Perles de brillance de l’activité solaire », qui donne pour cette étoile نيّر الهنعة Nayyir al-Hanᶜa. ce nom, absent chez Richard Allen, figure pourtant dans divers catalogues contemporains.

## Propriétés
Bien qu'apparaissant comme une seule étoile à l'œil nu, Alhena est en fait une binaire spectroscopique avec une longue période orbitale de 12,6 ans (4 615 jours) et une excentricité élevée de 0,89. Sa composante visible est une étoile sous-géante blanche de type spectral A1,5 IV+. Son compagnon, nettement moins lumineux, est probablement une naine jaune de type spectral G. D'après la mesure de sa parallaxe annuelle par le satellite Hipparcos, le système est situé à environ ∼ 109 a.l. (∼ 33,4 pc) du système solaire. Il s'en rapproche à une vitesse radiale héliocentrique de −12,6 km/s.